# Markus Larsson (alpin skidåkare)
Markus Larsson, född 9 januari 1979 i Karlstad, svensk utförsåkare. Han bor just nu[när?] i Monaco.
Larsson har deltagit i tre olympiska spel: 2002 i Salt Lake City, 2006 i Turin och 2010 i Vancouver. Han har ett VM-silver i lag från VM 2007 och tre medaljer, guld i kombination och brons i super-G och storslalom, från junior-VM 1997.
Den 9 maj 2016 meddelade han att han skulle lägga av.

## Världscupsegrar
| Datum            | Ort        | Land    | Disciplin |
| ---------------- | ---------- | ------- | --------- |
| 18 mars 2006     | Åre        | Sverige | Slalom    |
| 18 december 2006 | Alta Badia | Italien | Slalom    |

### Fotnoter
1. ↑  ”Markus Larsson”. SVT Nyheter. 2 februari 2015. https://www.svt.se/sport/artikel/markus-larsson-2. Läst 19 maj 2023.
2. ↑  Martin Tolén (9 maj 2016). ”Svenske stjärnan slutar efter skadorna” (på svenska). Sportbladet. https://www.aftonbladet.se/sportbladet/a/VRoGzl/svenske-stjarnan-slutar-efter-skadorna. Läst 4 september 2018.